# Philip Durell
Philip Durell, né à Saint-Hélier sur l'île de Jersey en 1707 et mort à Halifax (Nouvelle-Écosse) le 26 août 1766, est un officier de marine britannique du XVIIIe siècle. Il sert dans la Royal Navy pendant la guerre de Sept Ans et termine sa carrière au grade de vice-amiral de l'escadre bleue.

## Biographie

### Origines et famille
Fils de John Durell, procureur général de l’île, et d’Elizabeth Corbet, il épousa sa cousine germaine Madeline Saumarez, puis une dame de Bristol du nom de Skey, et, en troisièmes noces, la veuve du capitaine Wittewronge Taylor.

### Carrière dans laRoyal Navy
Philip Durell reçoit sa première formation d’une tante. Il entre ensuite dans la marine grâce aux bons offices de son oncle, le capitaine Thomas Durell. En 1721, il est matelot de troisième classe sur le bateau de son oncle, le Sea Horse, armé de 20 canons. Trois ans plus tard, il s’embarque comme matelot de deuxième classe sur le Ludlow Castle, navire de 40 canons. Il passe ses années de formation, de 14 à 19 ans, sur ces deux navires, dans les stations de Terre-Neuve, de la Nouvelle-Écosse et de la Nouvelle-Angleterre. Il devient lieutenant en 1731, puis, le 6 février 1742/1743 (ancien style), alors qu’il se trouve aux Antilles, il est nommé capitaine du HMS Eltham, 40 canons.
L’Eltham doit regagner la Grande-Bretagne en 1743 pour y subir des réparations et, en juillet 1744, il fit voile vers Boston, via Antigua, pour convoyer les navires transportant des mâts depuis la rivière Piscataqua (Maine et New Hampshire), jusqu’en Grande-Bretagne. Cependant, avant même d’entreprendre cette mission, Durell reçut de nouvelles directives : on le désignait pour prendre part à l’attaque contre Louisbourg, île Royale (île du Cap-Breton), avec le commodore Peter Warren et William Pepperrell au printemps de 1745. Ses connaissances de l’endroit et ses talents d’hydrographe lui permirent de jouer un rôle important dans cette expédition. Alors que son navire hivernait à Nantasket Roads, Massachusetts, il aida à formuler les instructions de Pepperrell ; l’Eltham fut le premier navire à rejoindre Pepperrell à Canseau (Canso, N.-É.). Durant le siège, Durell contribua à la capture du Vigilant, commandé par le capitaine Alexandre Dubois Descours de La Maisonfort et chargé d’approvisionnements destinés à la forteresse. À titre de capitaine du Chester, il aida à la capture, de grande valeur, de deux navires français des Indes. En octobre 1745, il retourna en Grande-Bretagne, muni de dépêches et d’une carte du port de Louisbourg qu’« il s’était donné beaucoup de mal à faire », au dire de Warren.
Comme capitaine du Gloucester, navire armé de 50 canons, Durell prit part à la victoire décisive du contre-amiral Edward Hawke contre une escadre française au large du cap Ortegal, en Espagne, le 14 octobre 1747. Il navigua sur les mers d’Europe jusqu’en 1755 ; puis, en qualité de capitaine du Terrible, navire de 74 canons, il se rendit avec l’escadre du contre-amiral Francis Holburne au large de Louisbourg et de Terre-Neuve pour renforcer les effectifs du vice-amiral Boscawen. Retourné en Grande-Bretagne avec la flotte de Boscawen en novembre, Durell reçoit le commandement du Trident, vaisseau de 64 canons, et, sous la conduite du vice-amiral John Byng, il participe au combat du 20 mai 1756 au large de Minorque, où l'amiral Byng se montra impuissant à défendre l'île face aux Français.
Appelé comme commandant en troisième sous les ordres de Boscawen pour l’attaque projetée contre Louisbourg, Durell hissait le guidon de commodore sur la frégate Diana le 15 janvier 1758. Constatant à son arrivée à New York le 7 mars qu’il possédait le plus haut grade parmi les officiers de marine, Durell organisa le transport et le convoyage des troupes vers Halifax. Parti le 4 mai, il arriva à Halifax le 17 mai, transféra son guidon sur le Princess Amelia, navire de 80 canons, et partit pour Louisbourg dès que le temps le lui permit, soit le 28 mai. Il joua un grand rôle dans la prise de la forteresse en conseillant l’endroit et le moment du débarquement dans la baie de Gabarus. Le ressac rendait cette décision difficile. À deux reprises, les 5 et 7 juin, Durell suggéra de retarder le débarquement. Le 8 juin, aux petites heures, il mena son embarcation à portée de pistolet des fortifications « et s’aperçut qu’il y avait sur le rivage un ressac, mais que [celui-ci] n’était pas de nature à empêcher les bateaux d’aborder ». Immédiatement après le lever du soleil, s’étant assuré que son observation était juste, il informa le major général Jeffrey Amherst, et le débarquement commença.
Le 8 juillet 1758, Durell fut promu contre-amiral de l’escadre bleue; il demeura en Amérique à titre de commandant en chef pour les mois d’hiver. Entre-temps, il s’acquitte de la tâche dont il avait été chargé, à savoir « de choisir un endroit propice à la construction d’un bassin de carénage et à l’érection d’un hangar pour réparer les vaisseaux de Sa Majesté ». Boscawen avait loué un quai à Halifax en 1755 et Charles Holmes avait nommé un garde-magasin en 1756, mais il ne s’agissait là que de mesures temporaires. En 1757, l’amirauté avait finalement reconnu la nécessité d’installations permanentes, mais ni Holburne ni lord Alexander Colvill ne purent consacrer le temps et les efforts nécessaires à l’aménagement d’un site convenable. Après avoir fait l’examen de plusieurs sites, Durell fixe son choix, en décembre 1758, sur un terrain situé à Gorham’s Point, dans l’actuelle ville de Halifax. On acheta d’autres terrains en février 1759 ; à la mi-mars on avait déjà construit deux magasins et le bureau du garde-magasin et on avait rédigé les contrats pour le bassin de carénage, la remise du cabestan et les magasins adjacents.
Boscawen et Pitt avaient donné ordre à Durell de préparer son escadre à prendre la mer le plus tôt possible au printemps et d’empêcher les renforts français d’atteindre Québec. Malgré un hiver rigoureux, tous ses navires étaient prêts le 8 avril 1759, mais lorsque le major général Wolfe et le vice-amiral Charles Saunders arrivèrent à Halifax le 30 avril, ils trouvèrent Durell encore dans le port. Wolfe en fut contrarié, même si les navires, n’ayant mouillé qu’une seule ancre, n’attendaient qu’un vent favorable pour partir. Cependant, les collègues de Durell ne trouvèrent finalement rien à lui reprocher. L’état des glaces rendait la navigation impraticable ce printemps-là dans le golfe du Saint-Laurent et dans le port de Louisbourg : même à la mi-avril les navires ne purent s’y engager. Durell avait retardé le départ jusqu’à ce qu’il fût assez sûr de pouvoir pénétrer dans le golfe. Entre-temps il avait envoyé à Canseau John Rous, qui connaissait mieux l’endroit que tout autre capitaine de l’escadre, pour guetter les vaisseaux français et voir si les conditions de navigation s’amélioraient. Mais tandis qu’une formidable force navale britannique était concentrée à Halifax, une petite escadre française naviguait sans encombre à travers les glaces qui recouvraient encore le golfe ; pourtant rien ne prouve, comme a voulu le faire croire un auteur moderne, que Durell avait une peur superstitieuse des glaces : la vérité est qu’il connaissait trop bien les difficultés d’y naviguer. En 1755, il avait recherché en vain la flotte française en compagnie de Boscawen dans les mêmes eaux ; ce dernier avait perdu tant d’hommes à cause de la maladie que son escadre avait dû regagner un port. En 1759, Durell conserva ses vaisseaux et ses hommes pour remonter le Saint-Laurent en tête de la flotte britannique. Son jugement reflétait le marin prudent qui connaissait mieux que la plupart de ses contemporains les eaux nord-américaines. Peut-être ne possédait-il pas les qualités de décision d’un grand commandant en chef, mais il est difficile néanmoins de le prendre en faute comme commandant subalterne.
Au nombre des officiers qui partirent de Halifax avec Durell le 5 mai se trouvait James Cook, maître du Pembroke commandé par le capitaine John Simcoe. S’aidant de cartes dont l’Alcide, commandé par le capitaine James Douglas, s’était emparé, Cook trace la carte marine du passage de la Traverse, situé au sud-ouest de l’île d'Orléans, écartant ainsi le dernier obstacle qui empêchait la flotte britannique d’atteindre Québec, obstacle que les Français avaient qualifié d’insurmontable. À titre de commandant en second sous les ordres de Charles Saunders, Durell se poste entre l’île d'Orléans et l’île Madame pour garder la Traverse durant le siège. Son escadre sert de soutien aux autres navires et est en poste en aval de l'île d'Orléans pour faire face a une possible escadre française qui aurait pu remonter le fleuve.
Après la prise de Québec en septembre 1759, il rentre en Grande-Bretagne. Promu contre-amiral de l’escadre rouge le 14 février 1759, il est nommé amiral du port de Plymouth le 14 juin 1761. Le 21 octobre 1762 il devint vice-amiral de l’escadre bleue et, en 1766, commandant en chef de la station d’Amérique du Nord en remplacement de Colvill. Il tombe malade à bord du vaisseau qui le transporte à Halifax et il meurt quatre jours après son arrivée. Le 27 août 1766 on lui fait des funérailles dans l’église Saint-Paul à Halifax, où se trouve encore son écusson funéraire.

## Sources et bibliographie
- Dictionnaire biographique du Canada en ligne
- Biographie en anglais
- Invisible Admiral: Phillip Durell at the Siege of Quebec, 1759 Peter MacLeod. (Article PDF disponible en ligne, 16 pages)